# تاتول مارتیکیان
تاتول سرگئی مارتیکیان (ارمنی: Թաթուլ Սերգեի Մարտիկյան؛ زادهٔ ۱۹۰۴ - درگذشته ۱۹۶۰) یک مهندس و برق‌کار اهل ارمنستان بود

## زندگی‌نامه
در ۱۹۰۴ به دنیا آمد سرگئی مارتیکیان پدر وی بود. وی از دانشگاه اقتصاد پلخانف روسیه (۱۹۳۰) فارغ‌التحصیل شد. وی در  سد سوان-هرازدان (ایستگاه برق‌آبی کاناکر (۱۹۳۰–۱۹۳۶)  و ایستگاه برق‌آبی سوان) فعالیت می‌کرد. وی همچنین برنده نشان پرچم سرخ کار و نشان برجسته افتخار شده است. وی در ۱۹۶۰ در سن ۵۶ سالگی درگذشت و در آرامستان مرکزی ایروان (توخماخ) به خاک سپرده شد.